# Li Ču-šeng
Li Ču-šeng (čínsky pchin-jinem Lǐ Zhúshēng, znaky zjednodušené 李竹声, tradiční 李竹聲; 1903 – leden 1973) byl čínský komunistický revolucionář, na přelomu 20. a 30. let jeden z předních představitelů Komunistické strany Číny, v letech 1931–1934 kandidát jejího ústředního výboru a člen prozatímního politbyra. 
Roku 1934 byl zatčen kuomintangskou policií, po zatčení přešel na stranu kuomintangského režimu a vydal některé své soudruhy. Po propuštění působil jako překladatel, roku 1951 byl zatčen policií Čínské lidové republiky a uvězněn. Zemřel ve vězení.

## Život
Li Ču-šeng se narodil roku 1903 v okresu Šou v centrální části provincie An-chuej. Od roku 1926 studoval v Moskvě na Sunjatsenově univerzitě, během studia patřil mezi ortodoxní stoupence stalinské politiky, po jednom z hlasování o sporných otázkách přezdívaných osmadvacet bolševiků.
Po ukončení studií se v létě–podzimu 1930 vrátil do Číny, do Šanghaje. Zapojil se práce pro komunistickou stranu a po několika vlnách zatčení, vyloučení a přeložení stranických funkcionářů v Šanghaji byl v březnu 1931 prozatímně pověřen vedením organizačního oddělení ústředního výboru (do prosince 1931, kdo ho nahradil Kchang Šeng). V září 1931 byl dohodou zbylých členů vedení strany (Čou En-laj, Wang Ming, Lu Fu-tchan) se šanghajskými představiteli Kominterny vybrán mezi členy prozatímního politbyra. Po odchodu větší části členů prozatímního politbyra do centrální sovětské oblasti v lednu 1933 zbylí vedoucí pracovníci (Li Ču-šeng, Šeng Čung-liang a další) vytvořili šanghajské centrální byro, které vedl Li Ču-šeng jako jeho tajemník; byro řídilo stranické organizace v Šanghaji a okolí, udržovalo kontakt se šanghajskými představiteli Kominterny (takzvané Dálněvýchodní byro Kominterny) a vůči ostatním stranickým organizacím vystupovalo jako reprezentant ústředního výboru.
Dne 26. června 1934 byl zatčen kuomintangskou tajnou policií, ve vazbě s policií spolupracoval a prozradil některé komunisty, včetně svého spolužáka z Moskvy Šeng Čung-lianga, vedoucího organizačního oddělení šanghajského výboru strany, po zatčení Li Ču-šenga úřadujícího tajemníka šanghajského byra. Šeng Čung-liang po svém zatčení v říjnu 1934 také spolupracoval s policií. Li Ču-šeng byl za odměnu propuštěn z vězení, od ledna 1935 pracoval jako překladatel z ruštiny pro politické uskupení uvnitř Kuomintangu, takzvanou kliku CC. V roce 1939 vstoupil do Kuomintangu. Od roku 1948 působil v Šanghaji jako vedoucí překladatelské skupiny. V březnu 1951 byl zatčen policií Čínské lidové republiky a převezen do Pekingu, kde byl uvězněn v přísně střežené věznici Čching-čcheng. Tam po 22 letech věznění zemřel.